# VoisinMalin
VoisinMalin (en un seul mot) est une association loi de 1901 créée en 2010 à l'initiative d'Anne Charpy. Se présentant comme une entreprise sociale, elle emploie, forme et anime un réseau de personnes dans les quartiers populaires, qui vont au contact des habitants d'un quartier, travaillant notamment en porte à porte. Ces personnes sont appelées « Voisins Malins » et visent à créer un lien entre les habitants de ces quartiers mais aussi entre les habitants et différents acteurs privés ou publics.
L'initiative s'inscrit dans une « dynamique de rénovation du territoire », d'urbanisation et de revitalisation des quartiers populaires.

## Structure de l'association

### Historique
En 2010, Anne Charpy fonde VoisinMalin, sous le statut d'association loi de 1901, en partant du constat « que les habitants s'appropriaient rarement les projets qui les concernaient pourtant directement. Sauf lorsque des voisins du même quartier relayaient l'initiative, prenant le temps de l'expliquer, avec leurs propres mots ».
En 2015, VoisinMalin est présente dans plusieurs villes d'Île-de-France (Courcouronnes, Ris-Orangis, Aulnay-sous-Bois, Grigny et Montreuil, Évry, Paris 19e), et « s'est donné comme objectif d'étendre son action à vingt villes, pour toucher 15 % des habitants des 200 quartiers prioritaires d'ici à 2020 ». L'association s'implante en septembre 2015 à Lille et envisage d'étendre son influence sur Lyon et Marseille au début de la décennie 2020.

### Organisation
L'approche repose sur les compétences individuelles des habitants des quartiers visés. Dans chaque quartier concerné, au moins cinq « Voisins Malins » sont recrutés, et pilotés par un manager. Une équipe nationale vient également appuyer et renforcer l'action des différentes équipes. Dans chaque équipe, les « Voisins Malins » sont recrutés en CDI et dédient 12 à 16 heures par mois à l'activité. Ils vont à la rencontre de leurs voisins, notamment grâce au porte à porte, afin de recenser leurs pratiques et attentes (culturelles, éducatives, sociales), les mobiliser, accompagner le changement (respect des zones extérieures, tri des déchets, etc.) ou encore les orienter et les assister sur certaines démarches.
Chaque « Voisin Malin » rend visite, en moyenne, à près de 150 familles par an, soit environ 500 personnes. Au total, ils maîtrisent une dizaine de langues, gage de succès pour les échanges avec des habitants d'origines diverses.

### Financement
VoisinMalin repose sur un modèle économique hybride, s'appuyant à la fois sur le soutien financier d'acteurs publics et privés, et sur le développement de la capacité à s'autofinancer. Afin de développer son indépendance économique, l'association génère des revenus grâce à la réalisation de missions commanditées par différents partenaires[réf. nécessaire] (bailleurs sociaux, collectivités, institutions, etc.).

## Domaines d'intervention

### Habitat et cadre de vie
Afin d'améliorer le quotidien des habitants, l'association communique sur des sujets d'intérêt général :
- Accompagnement dans la maîtrise et l'optimisation de dépenses d'eau et d'énergie.
- Sensibilisation aux consommations d'eau : facture individuelle, potabilité de l'eau, etc. (Évry, Ris-Orangis, Aulnay-sous-Bois). L'association aide par exemple les habitants à détecter des fuites dans leur logement ou les rassure quant à la potabilité de l'eau du robinet, pour leur faire économiser l'achat d'eau en bouteille[5].
- Formation aux règles de collecte sélective des déchets (Courcouronnes, Ris-Orangis, Aulnay-sous-Bois).

Elle est également missionnée dans le cadre de partenariats pour fournir l'information directement aux habitants afin de s'assurer de la bonne communication de celle-ci :
Partenariat avec des bailleurs sociaux
- Relayer l'information des bailleurs auprès de leurs locataires.
- Expliquer l'OPAH et le fonctionnement de la copropriété, auprès des propriétaires occupants ou locataires (Évry).
- Valoriser le rôle du gardien afin de faciliter les relations locataires-bailleur (Ris-Orangis).

Partenariat avec des entreprises de service public ou des collectivités publiques
- Accompagner les clients d'un bureau de Poste à l'utilisation des automates (Courcouronnes).
- Informer les habitants des interventions sur la voirie et réseaux divers tels que le réseau électrique d'eRDF[6].
- Accompagner dans l'usage des services : Veolia Eau, Keolis.

Partenariat avec des institutions ou des opérateurs locaux
- Aider « les habitants à s'approprier les changements réalisés pour eux[1] ».
- Accompagner à l'utilisation de nouveaux équipements installés dans les logements, dans le cadre du projet de rénovation urbaine (Ris-Orangis).
- Recenser les pratiques des habitants.

### Santé et droits sociaux
Dans son lien avec les habitants, l'association intervient afin d'apporter des informations dans le domaine de la santé et des droits sociaux.
Une des premières missions a été menée après l'annonce de la fermeture de l'hôpital de la ville de Courcouronnes. VoisinMalin a organisé une étude sur les besoins de santé des habitants afin d'identifier leurs attentes et fournir des informations,.
Souvent à cause d'une maîtrise insuffisante de la langue, « de nombreuses personnes ignorent qu'elles ont droit à des allocations ou à des réductions dans les transports ». Ainsi, le Comité national d'évaluation du RSA indique dans son rapport de 2011 que « la moitié des personnes éligibles au RSA n'en sont pas bénéficiaires ». VoisinMalin intervient auprès des habitants afin de les informer de leurs droits et les aident dans les démarches à entreprendre pour en bénéficier.

### Éducation, culture et emploi
L'association intervient dans des quartiers où le taux de chômage est élevé.
Elle est notamment intervenue en 2015 dans le 19e arrondissement de Paris, en collaboration avec la mairie et maison des entreprises et de l'emploi pour apporter aux habitants à la recherche d'un emploi un soutien moral ainsi que des informations sur les formations et sur les offres d'emploi au niveau local.
À Courcouronnes, en 2014, en lien avec le programme de Réussite de la ville, les membres de l'association ont apporté des informations à destination des parents d'élèves de collège, sur les activités proposées par le centre social. D'autres actions plus ciblées ont été effectuées, notamment une mission de traduction pour les familles afin de permettre aux parents d'élèves ne parlant pas français de communiquer avec l'établissement scolaire.